# Hướng Hiên
Hướng Hiên (tiếng Trung: 向轩; bính âm: Xiàng Xuān; Wade–Giles: Hsiang Hsüan; tháng 3 năm 1926 – 10 tháng 2 năm 2023) là một thượng tá Quân Giải phóng Nhân dân Trung Quốc và là cháu của nguyên soái Hạ Long. Sau cái chết của mẹ và dì, Hướng Hiên gia nhập Hồng quân Công nông Trung Quốc vào năm 1933 đến năm 1935, ông tham gia cuộc Vạn Lý Trường chinh, khiến ông trở thành binh sĩ trẻ nhất khi mới 9 tuổi.

## Xuất thân
Hướng Hiên là người dân tộc Thổ Gia. Ông sinh vào tháng 3 năm 1926 tại Tang Thực, Hồ Nam và là một trong năm người con của Hạ Mãn Cô, em gái của Hạ Long và Hướng Sinh Huy. Hạ Mãn Cô kết nạp Đảng Cộng sản Trung Quốc và bắt đầu tham gia các hoạt động cách mạng cùng với các anh chị em của mình. Năm 1928, Hướng Sinh Huy lãnh đạo đơn vị du kích tấn công lực lượng Quốc dân Đảng ở Thạch Thủ và Giam Lợi ở Hồ Bắc. Đối mặt với sự phản công gay gắt của quân địch, Hạ Mãn Cô đưa các con trong đó có Hướng Hiên đến một ngôi làng ở huyện Vĩnh Thuận, Hồ Nam. Sau khi dùng hết đạn dược, Hạ Mãn Cô cùng các con bị Quốc dân Đảng bắt làm tù nhân ở Tang Thực, Hồ Nam. Chị gái của Hạ Mãn Cô là Hạ Anh đã hối lộ cai ngục để trả tự do cho Hạ Mãn Cô cùng các con. Hạ Mãn Cô bị tra tấn và hành quyết vào ngày 16 tháng 9 năm 1928.
Sau cái chết của Hạ Mãn Cô, Hạ Anh đã nhận nuôi các con của em gái mình. Năm 1933, Hướng Hiên cùng Hạ Anh và đơn vị du kích chuyển đến căn cứ ở Hạc Phong, Hồ Bắc. Vào ngày 6 tháng 5 năm 1933, căn cứ bị quân địch bao vây sau khi vị trí bị dân địa phương chỉ điểm. Khi đơn vị bắt đầu thất trận, Hạ Anh ra lệnh cho Hướng Hiên trốn thoát cùng quân du kích địa phương đến gặp Hạ Long và đưa cho ông một chiếc túi đựng một chiếc nhẫn, năm đồng bạc và khẩu súng lục nhỏ. Hạ Anh bị giết trong trận chiến và Hướng Hiên đi theo đơn vị du kích đến gặp Hạ Long tại vùng núi gần biên giới Quý Châu.

## Phục vụ quân đội

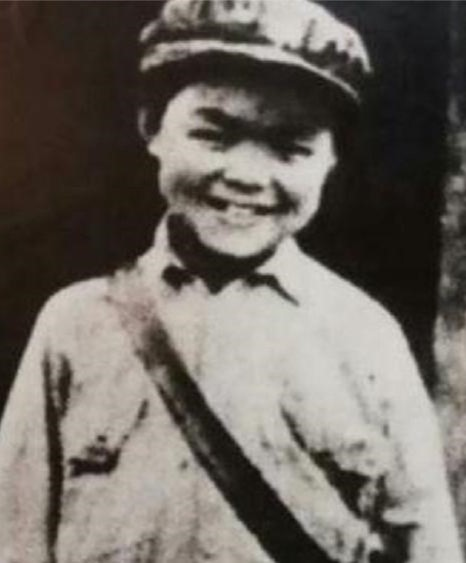
Hướng Hiên khi là binh sĩ trẻ trong Hồng quân Trung Quốc.

Hướng Hiên chính thức thực hiện nghĩa vụ quân sự vào năm 1933 sau cái chết của dì mình. Cuối năm đó, ông trở thành binh sĩ trong Quân đoàn Hồng quân thứ 2 của Hạ Long thuộc Hồng quân Công nông Trung Quốc. Vào tháng 11 năm 1935, hơn 17.000 binh sĩ thuộc Quân đoàn Hồng quân thứ 2 và thứ 6, do Hạ Long lãnh đạo, đã tham chiến Vạn Lý Trường chinh, một cuộc rút quân của Hồng quân Trung Quốc khỏi sự tiến công của lực lượng Quốc dân Đảng trong Nội chiến Trung Quốc, từ Tang Thực, Hồ Nam. Trong cuộc hành quân, ông cưỡi một con la và băng qua sông Viên Thủy, Xích Thủy, Kim Sa và Cao nguyên Vân Quý. Hướng Hiên là binh sĩ trẻ nhất tham gia hành quân khi mới 9 tuổi. Vào tháng 10 năm 1936, Hướng Hiên và những binh sĩ còn lại đến căn cứ tác chiến mới của Đảng Cộng sản ở Diên An, Thiểm Tây. Ông tiếp tục ở lại Diên An để học thêm các khóa học văn hóa. Ông học tiểu học ở Biên khu Thiểm Tây-Cam Túc-Ninh Hạ và sau đó tốt nghiệp Đại học Quân chính kháng Nhật.
Từ năm 1936, ông giữ chức phó đội trưởng đội liên lạc của Mặt trận đỏ thứ hai và trong Chiến tranh Trung–Nhật, ông giữ chức sĩ quan liên lạc tại Sở chỉ huy Sư đoàn 120 của Bát lộ quân. Từ tháng 4 năm 1943, ông phục vụ trong đội cận vệ của Lữ đoàn 358 thuộc Quân đoàn 8. Sau khi học ngành kỹ thuật, ông giữ chức phó đại đội trưởng của Đại đội Công binh Lữ đoàn 358 trong Quân dã chiến Tây Bắc trong thời gian Nội chiến Trung Quốc tiếp diễn. Năm 1948, tại một trận chiến ở huyện Đại Lệ, Thiểm Tây, Hướng Hiên giữ chức chỉ huy đại đội công binh của Quân dã chiến Tây Bắc. Trong trận chiến, ông dùng đất được biến đổi để phát nổ các hầm súng của Quốc dân Cách mệnh quân nhưng bị thương nặng suýt mất thị lực ở mắt phải và các mảnh đạn gây thương tích khắp cơ thể.
Sau khi thành lập Cộng hòa Nhân dân Trung Hoa vào năm 1949, Hướng Hiên tiếp tục phục vụ ở nhiều chức vị quân sự trong Quân Giải phóng Nhân dân Trung Quốc. Năm 1955, ông được thăng quân hàm trung tá đến năm 1960, ông được thăng hàm thượng tá. Tháng 12 năm 1960, ông được bổ nhiệm làm phó trưởng ban Quân nhu, Cục Hậu cần của Sư đoàn Thành Đô thuộc Quân khu Thành Đô. Tháng 11 năm 1978, ông giữ chức Thứ trưởng Cục Lực lượng Vũ trang Nhân dân quận Thanh Dương thuộc Sư đoàn Thành Đô thuộc Quân khu Tứ Xuyên. Ông giải ngũ vào tháng 12 năm 1982.

## Qua đời
Sau khi giải ngũ, Hướng Hiên cư trú tại Thành Đô. Ông qua đời vào ngày 10 tháng 2 năm 2023 tại một bệnh viện sau thời gian đau ốm, thọ 96 tuổi. Lễ tang của ông có sự tham dự của các chính trị gia từ Tứ Xuyên và Hồ Nam.

## Huân chương
Huân chương của ông gồm:
- Huân chương Bát Nhất (hạng Ba)
- Huân chương Độc lập và Tự do (hạng Ba)
- Huân chương Giải phóng (hạng Ba)
- Huân chương Chiến công Sao Đỏ (hạng Ba)